# Френкель, Нэт
Натан (Нэт) Френкель (англ. Nathan "Nat" Frankel ; 3 ноября 1913, Бруклин, Нью-Йорк, США — 14 марта 2006, Куинс, Нью-Йорк, США) — американский баскетболист, завершивший карьеру. Чемпион АБЛ в сезоне 1937/1938 годов.

## Ранние годы
Нэт Френкель родился 3 ноября 1913 года в Бруклине, самом густонаселённом боро Нью-Йорка, учился там же в средней школе имени Сэмюэла Джонса Тилдена, в которой играл за местную баскетбольную команду.

## Студенческая карьера
В 1936 году закончил Бруклинский колледж, где в течение двух лет играл за команду «Бруклин Бульдогс». При Френкеле «Бульдогс» ни разу не выигрывали ни регулярный чемпионат, ни турнир конференции Metropolitan New York, а также ни разу не выходили в плей-офф студенческого чемпионата США.

## Профессиональная карьера
Играл на позиции лёгкого форварда и атакующего защитника. В 1936 году Нэт Френкель заключил соглашение с командой «Бруклин Визитэйшнс», выступавшей в Американской баскетбольной лиге (АБЛ). Позже выступал за команды «Джерси Редс» (АБЛ), «Кингстон Колониалс» (АБЛ), «Детройт Иглс» (НБЛ), «Вашингтон Брюэрс» (АБЛ), «Нью-Йорк Джуэлс» (АБЛ), «Питтсбург Айронмен» (БАА) и «Трой Селтикс» (АБЛ). Всего в АБЛ провёл 7 сезонов, а в НБЛ и БАА — по одному сезону. В сезоне 1937/1938 годов Нэт выиграл чемпионский титул в составе «Джерси Редс». Один раз включался во 2-ю сборную всех звёзд НБЛ (1940). Всего за карьеру в НБЛ Френкель сыграл 28 игр, в которых набрал 215 очков (в среднем 7,7 за игру). Всего за карьеру в БАА Нэт сыграл 6 игр, в которых набрал 16 очков (в среднем 2,7 за игру) и сделал 3 передачи. Помимо этого Френкель в составе «Иглс» один раз участвовал во Всемирном профессиональном баскетбольном турнире, но без особого успеха.

## Смерть
Нэт Френкель умер во вторник, 14 марта 2006 года, на 93-м году жизни в Куинсе, самом большом по территории боро Нью-Йорка.

## Статистика

### Статистика в НБА
| Сезон                                                                                    | Команда            | Регулярный сезон | Регулярный сезон | Регулярный сезон | Регулярный сезон | Регулярный сезон | Регулярный сезон | Регулярный сезон | Регулярный сезон | Регулярный сезон | Регулярный сезон | Регулярный сезон | Серия плей-офф | Серия плей-офф | Серия плей-офф | Серия плей-офф | Серия плей-офф | Серия плей-офф | Серия плей-офф | Серия плей-офф | Серия плей-офф | Серия плей-офф | Серия плей-офф |
| Сезон                                                                                    | Команда            | GP               | GS               | MPG              | FG%              | 3P%              | FT%              | RPG              | APG              | SPG              | BPG              | PPG              | GP             | GS             | MPG            | FG%            | 3P%            | FT%            | RPG            | APG            | SPG            | BPG            | PPG            |
| ---------------------------------------------------------------------------------------- | ------------------ | ---------------- | ---------------- | ---------------- | ---------------- | ---------------- | ---------------- | ---------------- | ---------------- | ---------------- | ---------------- | ---------------- | -------------- | -------------- | -------------- | -------------- | -------------- | -------------- | -------------- | -------------- | -------------- | -------------- | -------------- |
| 1946/47                                                                                  | Питтсбург Айронмен | 6                |                  |                  | 14,8             |                  | 66,7             |                  | 0,5              |                  |                  | 2,7              | Не участвовал  | Не участвовал  | Не участвовал  | Не участвовал  | Не участвовал  | Не участвовал  | Не участвовал  | Не участвовал  | Не участвовал  | Не участвовал  | Не участвовал  |
|                                                                                          | Всего              | 6                |                  |                  | 14,8             |                  | 66,7             |                  | 0,5              |                  |                  | 2,7              | Не участвовал  | Не участвовал  | Не участвовал  | Не участвовал  | Не участвовал  | Не участвовал  | Не участвовал  | Не участвовал  | Не участвовал  | Не участвовал  | Не участвовал  |
| Наведите курсор мыши на аббревиатуры в заголовке таблицы, чтобы прочесть их расшифровку. |                    |                  |                  |                  |                  |                  |                  |                  |                  |                  |                  |                  |                |                |                |                |                |                |                |                |                |                |                |